# Ligne de Perpignan à Figueras
La ligne de Perpignan à Figueras est une ligne ferroviaire à grande vitesse mixte (c'est-à-dire pouvant être parcourue par des trains de voyageurs et des trains de fret) de 44,4 kilomètres (dont 24,6 km côté français et 19,8 km côté espagnol) à écartement standard UIC qui relie les villes de Perpignan, en France, à Figueras, en Espagne. Elle offre des correspondances avec la ligne LGV Madrid-Barcelone-Figueras côté espagnol (ADIF), et avec le réseau ferré européen côté français.
Il s'agit d'un élément essentiel des liaisons Madrid-Barcelone-Perpignan-Carcassonne et Toulouse comme des liaisons Paris, Barcelone et Madrid, Barcelone-Marseille, et Barcelone-Lyon qui ont ouvert leur exploitation commerciale le 15 décembre 2013.
La ligne franchit la frontière franco-espagnole par un tunnel de 8,3 kilomètres. La mixité du trafic est permise par la limitation des rampes maximales à 11,5 pour mille, comme dans un tunnel de base. La vitesse maximale de la ligne est de 350 km/h mais la vitesse commerciale maximale y est actuellement de 300 km/h,.
La ligne a été livrée le 17 février 2009, trois mois après le raccordement de la ligne classique française à la concession (décembre 2008), projet sous la responsabilité de l'entreprise publique Réseau ferré de France (aujourd'hui SNCF Réseau) qui a mandaté la SNCF. La première liaison ferroviaire n'a cependant lieu que le 19 décembre 2010, en raison de retards dans la livraison de la gare de Figueras. La liaison utilise la voie à grande vitesse entre Perpignan et Figueras puis, plus au sud l'ancienne voie équipée d'un troisième rail. L'entrée en service de la ligne complète, retardée, a eu lieu le 9 janvier 2013.
Cette ligne s'intègre dans un ensemble de lignes nouvelles qui permettront une fois réalisées de relier à grande vitesse Barcelone et Montpellier.
Elle constitue la ligne no 837 000 du réseau ferré national, sous la dénomination « Ligne de Perpignan à Figueras (LGV) », bien qu'elle n'en fasse juridiquement pas partie.

## Un ouvrage en concession
En France, une ligne ferroviaire entre Perpignan et Le Perthus est déclaré d'utilité publique, par décret le 8 octobre 2001.
La concession de la ligne a été attribuée le 17 février 2004 au consortium TP Ferro, qui regroupe les sociétés Eiffage (France) et ACS / Dragados (Espagne). Le groupement est chargé de la construction de la ligne, pour un coût estimé à environ 1,1 milliard d'euros, et de son exploitation pendant 50 ans. Il reçoit une subvention publique de 540 millions d'euros, partagée entre l'Union européenne, la France et l'Espagne.
Toutefois, le retard de l'ouverture du prolongement naturel de la ligne entre Figueras et Barcelone, qui a finalement eu lieu en 2013, a conduit à un trafic plus faible qu'attendu et donc à des recettes moindre pour le concessionnaire, rémunéré par un système de péage. Début 2014, le concessionnaire connaît une situation financière catastrophique, les péages prélevés ne permettant pas de rembourser les 500 millions d'euros empruntés aux banques, sur les 1,1 milliard d'euros du projet. En juillet 2015, la compagnie annonce qu'elle est en cessation de paiement.
Le 15 septembre 2016, le tribunal de Gérone a prononcé la liquidation de TP Ferro. La France et l'Espagne, par l'intermédiaire des gestionnaires d'infrastructures SNCF Réseau et Adif, ont repris la ligne, ainsi que la dette. Cette reprise, par la filiale commune « Línia Figueres-Perpinyà » (ou « Línea Figueras Perpignan S.A. ») créée le 21 octobre, a lieu le 21 décembre.

## Ouvrages
Les travaux ont débuté le 15 novembre 2004.

### Terrassements
Les terrassements réalisés sur la plate-forme côté français représentent 4,3 millions de mètres cubes de déblais et 3,7 millions de mètres cubes de remblais. Pour cela, 120 engins de terrassement, pour une puissance de 32 000 ch, ont été déployés, à savoir :
- un échelon de grosses pelles 385 Caterpillar et 7 à 8 dumpers Komatsu HD 465 ;
- trois échelons de pelles moyennes type 954 et dumpers Volvo articulé dont deux en un poste ;
- un échelon de pelles moyennes type 954 et 25 semi-remorques.

Côté espagnol, les volumes de déblais et remblais sont respectivement de 3,5 et 3 millions de mètres cubes.

### Tunnel du Perthus
C'est un tunnel double d'environ 8 300 mètres de longueur (8 316 m pour la voie 1, 8 325 m pour la voie 2) — équipé de voussoirs préfabriqués d'un diamètre extérieur de 9,96 m (pour un diamètre intérieur utile de 8,70 m) — creusé sous le col du Perthus par deux tunneliers Tramontane et Mistral, d'une longueur de 150 m, dont 13,5 m pour le bouclier supportant la tête de coupe, d'une puissance de 4 500 kW et d'une poussée totale maximum de 11 000 t. Chaque semaine, ceux-ci s'enfonçaient de plus de 150 mètres vers leur destination finale : la France. En effet, partis de La Jonquera en Espagne, ils sont ressortis du côté français le 1er octobre 2007 pour Mistral et le 23 novembre pour Tramontana. L'achèvement du percement du tunnel a été célébré le vendredi 23 novembre 2007, en présence des ministres du Développement des deux pays, Jean-Louis Borloo et Magdalena Álvarez Arza.
Pour éviter l'effet de « boum sonique » lors de l'entrée des TGV dans les tunnels, de faux tunnels et avant-tunnels (environ 100 m de longueur chacun) de forme légèrement conique et percés d'ouïes ont été construits dans le prolongement des têtes d'ouvrages.

### Viaducs
La longueur totale de ces ouvrages est de 983 m pour quatre viaducs en France :
- viaduc du Réart ;
- viaduc sur l'A9 ;
- viaduc sur la RN9 ;
- viaduc du Tech.

Elle est de 2 228 m pour sept ponts en Espagne :
- viaduc du Llobregat I ;
- viaduc du Llobregat II ;
- viaduc du Gou (rivière) ;
- viaduc du Bosqueras ;
- viaduc du Ricardell ;
- viaduc de la Muga.

Le plus grand viaduc côté français est situé au-dessus du Tech (392 m). le plus long de la ligne est situé côté espagnol : le viaduc de la Muga (656 m).
De plus, un saut-de-mouton implanté sur la commune française de Tresserre, permet aux trains de changer de côté de circulation, à droite en Espagne et à gauche en France.

## Signalisation
La signalisation du tunnel a été faite avec le système ETCS (European Train Control System = système européen de contrôle des trains) en ignorant l'installation des systèmes de signalisation les plus courants en Europe. Ce choix a pénalisé le développement du transport du fret ferroviaire par le tunnel car une seule compagnie assure le transport dans le tunnel en était dotée mais les locomotives utilisées ont une puissance de traction trop faible pour leur utilisation sur le réseau français utilisant du courant 1 500 V et doivent être utilisées par paires pour le fret. Euro Cargo Rail et de l'OFP Atlantique ont fait un essai d'utilisation de la ligne car elle permet d'éviter le changement des essieux à Cerbère sur la voie traditionnelle, mais le problème de la signalisation a obligé la société à abandonner cette solution pour revenir sur l'ancienne voie. L'arrivée de nouveaux opérateurs privés ayant des locomotives équipées du système ETCS sur la ligne doit permettre le développement des autoroutes ferroviaires de fret.

## Mise en service

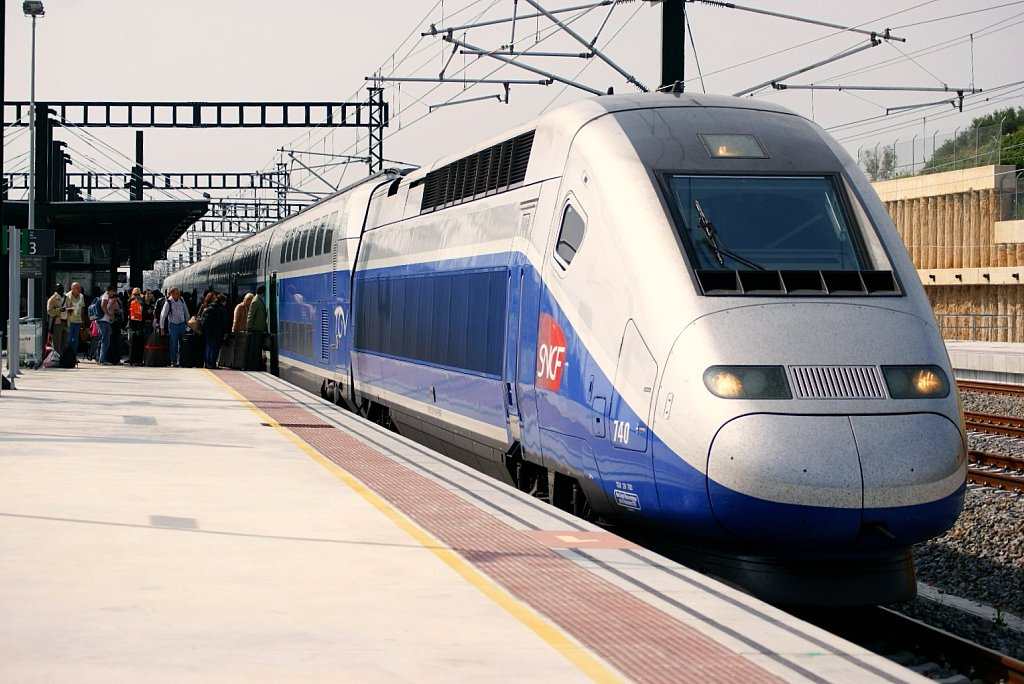
Rame TGV Duplex à la gare de Figueras-Vilafant.

Il était prévu que l'ouvrage soit mis en service dans les cinq ans qui suivaient la mise en concession, soit le 17 février 2009. Ce délai a été respecté.
La mise en service commercial du tronçon Perpignan-Figueras a eu lieu le 19 décembre 2010 lors de l'inauguration de la ligne. Deux TGV quotidiens reliaient alors Paris-Gare-de-Lyon à Figueras-Vilafant en 5 h 27 min, gagnant ainsi 50 minutes sur le meilleur temps de parcours. Les voyageurs à destination de Barcelone devaient changer de train à Figueras-Vilafant, pour un temps de parcours total de 6 h 33 min, avant la mise en service de trains direct entre Paris et Barcelone en décembre 2013.
En effet, l'utilisation de la ligne par les TGV et trains de fret, à écartement UIC, était conditionnée à la mise en service de la ligne entre Barcelone et Figueras. Or celle-ci, dont les travaux ont rencontré des difficultés à la traversée en souterrain de Gérone et de Barcelone, notamment au niveau de la basilique de la Sagrada Família, n'a été ouverte qu'en janvier 2013. Des solutions provisoires ont été mises en place pour contourner ce problème en attendant la fin des travaux, comme l’utilisation des raccordements à Figueras et à Gérone qui permet d'employer de la voie mixte sur la voie classique.
Le 6 novembre 2009, le conseil des ministres du gouvernement espagnol décide d’indemniser le concessionnaire TP Ferro avec une indemnité de 108 millions d’euros, et prolonge sa concession de 50 à 53 ans.

## Circulation à vitesse modérée
La ligne est exploitée avec des TGV duplex depuis le 19 décembre 2010[réf. nécessaire]. Initialement, les TGV Duplex Dasye ne roulaient qu'à une vitesse maximale de 120 km/h. Les gares de Perpignan et Figueres-Vilafant étaient reliées en 30 minutes en moyenne. Cette vitesse très réduite était due au raccordement sur un réseau de basse puissance qui ne permettait pas aux TGV Dasye de rouler à grande vitesse. Cependant, des TGV Euroduplex, prévus pour ce service France/Espagne, sont désormais utilisés sur cette ligne. La vitesse atteinte est dorénavant de 300 km/h et il en est de même pour les AVE. Le réseau de forte puissance en haute tension (HT B2) nécessaire aux LGV a été mis en place en 2015.
À partir du 15 décembre 2013, deux trains TGV duplex font l'aller-retour entre Paris et Barcelone, 2 AVE s-100 font l'aller-retour entre Lyon, Toulouse et Barcelone et 1 AVE s-100 fait l'aller-retour entre Marseille et Madrid.

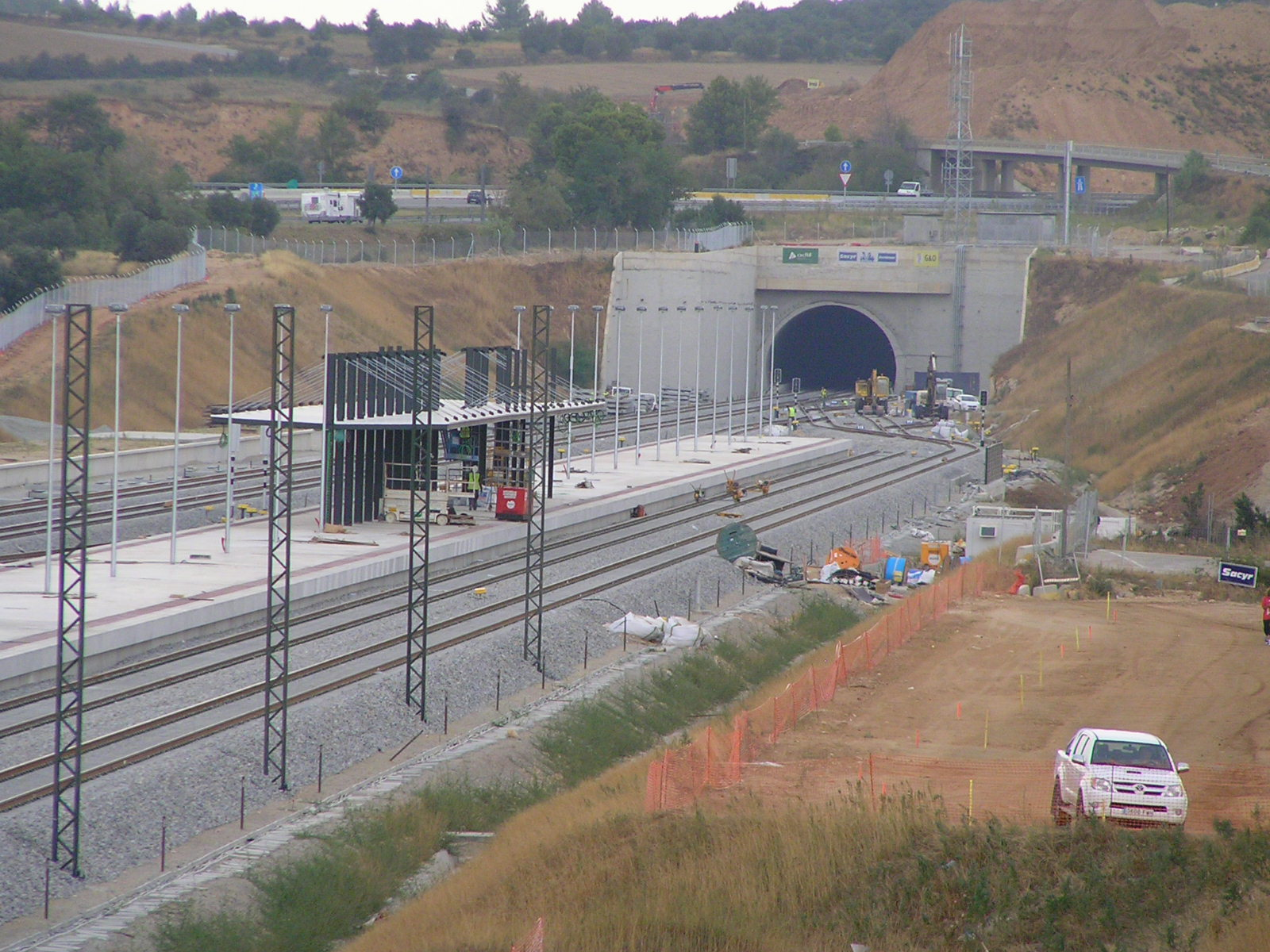
Construction de la gare de Figueres-Vilafant.

## Desserte

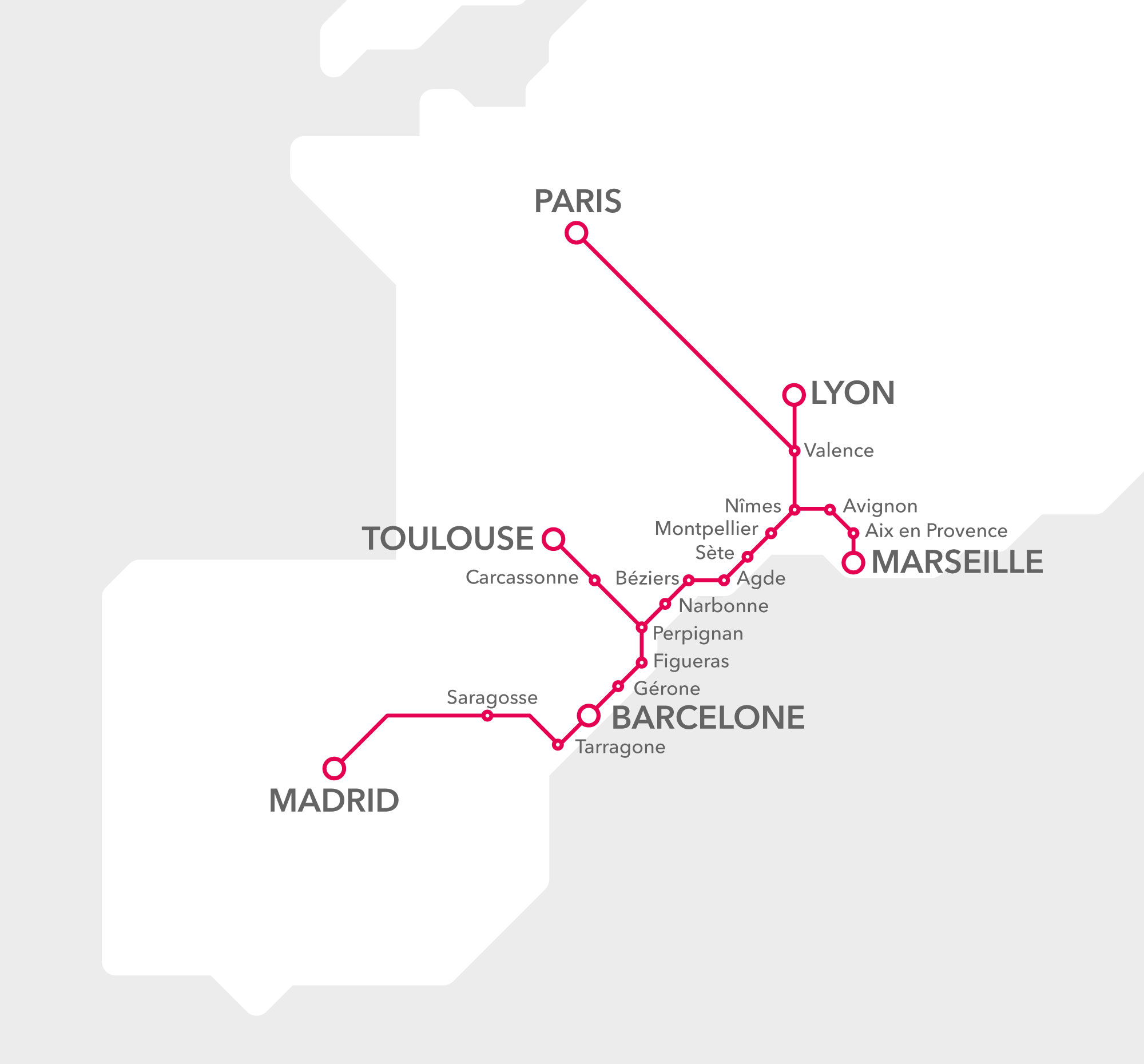
Carte schématique du réseau des trains Renfe-SNCF en Coopération gérés par Elipsos, juin 2014.

### À l'ouverture de la ligne
Le 15 mars 2013, Frédéric Cuvillier annonce que tout sera mis en œuvre pour que la ligne directe Barcelone-Paris ouvre le 28 avril de la même année. Mais le 31 mars 2013, en raison d'une inadaptation des TGV français aux normes européennes de sécurité ETCS, l'ouverture de la ligne du 28 avril est reportée.

### Prévisions au-delà de l'ouverture
En 2013, deux trains TGV quotidiens assureront l'aller-retour avec Paris. Deux trains AVE couvriront la ligne Madrid-Barcelone-Perpignan-Carcassonne et Toulouse, en correspondance, avec les TGV desservant les lignes en direction de Paris, Marseille, Lyon ou Genève. Un troisième train TGV circulera les week-ends entre Paris, Barcelone et Madrid. Même chose pour l'AVE, en sens inverse. À partir du 7 juillet, deux trains AVE circuleront par ailleurs entre Barcelone et Marseille, et deux entre Barcelone et Lyon.
La liaison Toulouse Barcelone pourrait donc se faire en 3 h 35 min.
À l'ouverture de la ligne, 34[réf. nécessaire] trains de voyageurs et 24[réf. nécessaire] convois de fret circuleront chaque jour. Cela devrait permettre des gains de temps importants pour les voyageurs : Paris-Barcelone en 5 h à l'horizon 2025 (au lieu de 8 h 39 min dans le meilleur des cas avant la mise en service) et Perpignan-Madrid en 3 h 50 min. Pour les trains de fret, 12 h suffiraient si le problème de l'écartement était résolu, alors que plus de 23 h sont parfois encore nécessaires (à cause de la nécessité de changer les essieux des wagons ou de transborder les marchandises). Sur les 55 millions de tonnes[réf. nécessaire] de fret qui transitent chaque année par le versant méditerranéen des Pyrénées, 95 % empruntent la route et seulement 5 % le rail. Le développement du port de Barcelone devrait porter le trafic annuel à 250 millions de tonnes d'ici 2015.

### Une ouverture repoussée plusieurs fois

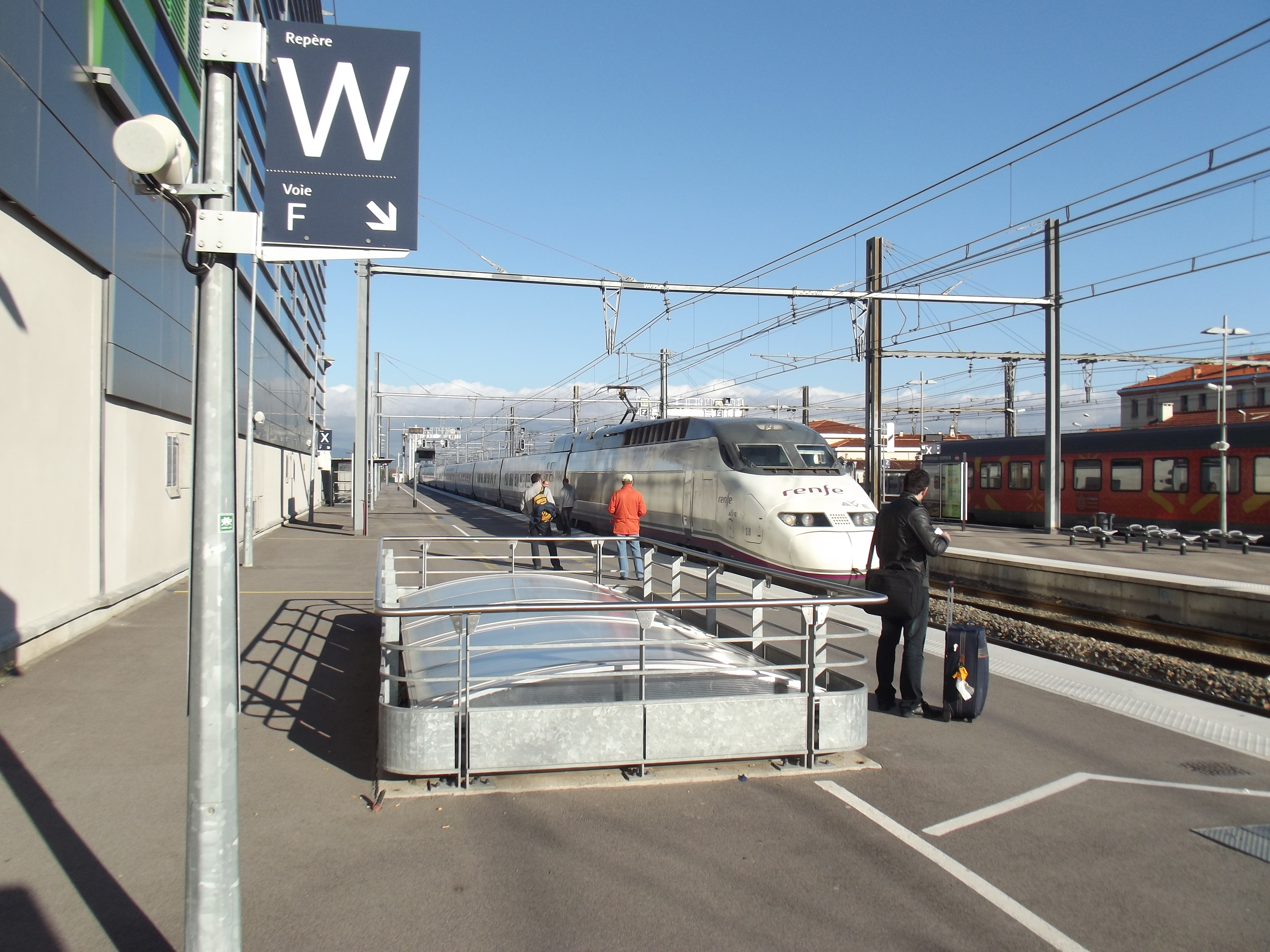
AVE Marseille-Madrid à Perpignan.

L'ouverture a été plusieurs fois repoussée. Elle fut d'abord prévu au printemps 2011 puis à l'automne 2012, avant d'être annoncée au printemps puis à l'été 2013.
Le 25 avril 2013, El Periódico de Catalunya révèle qu'à la suite d'une réunion technique entre États français et espagnol, l'ouverture de la ligne Paris-Madrid est repoussée « au moins jusqu'à l'automne ». Les raisons semblent techniques et politiques.
Le 9 octobre 2013, le journal l’indépendant.fr annonce que d'après les sites de vente en ligne, les liaisons directes (c'est-à-dire sans correspondance), en TGV, entre Perpignan et Barcelone et entre Paris et Barcelone devraient ouvrir le 15 décembre. Ces trajets vont dans le sens Paris - Barcelone, mais ne vont pas dans le sens Barcelone - Paris. Ils seront assurés par les trains 9713 et 9717. Le trajet depuis Perpignan jusqu'à la capitale catalane durera une heure et sept minutes. Selon la chaîne de télévision TV3, les trains sans changement seront mis en service le 11 novembre, en continuant à garder un changement à Figueres jusqu'au 15 décembre.
Sur le plan diplomatique, le 10 octobre 2012, à Paris, un sommet bilatéral a déclaré vouloir accélérer la mise en œuvre et la coopération bilatérale à travers des projets nouveaux comme les interconnexions transpyrénéennes ferroviaires. Le prochain a eu lieu en Espagne, le 27 novembre 2013. La liaison TGV Barcelone - Perpignan pourrait être inaugurée au cours de ce sommet.
Le 30 octobre, le journal La Clau annonce que l'ouverture du service TGV sans transbordement entre Perpignan et Barcelone pourrait être retardé à 2014, en raison des divergences d'intérêt commerciales et techniques et des systèmes de sécurité, après que quatre fausses date aient été annoncées en 2013.
Le 5 novembre, le quotidien L’indépendant annonce que le sommet franco-espagnol prévue le 27 novembre permettra peut-être à Mariano Rajoy et François Hollande d'annoncer la date officielle du lancement du service.
Le 6 novembre, la chaîne de télévision Cadena SER annonce que la société Renfe a été conduite à interrompre (bloquer) la commercialisation des billets à destination et en provenance de France, pour les voyages au-delà du 16 décembre. Le 7 novembre, le journal El Periodico annonce que la ligne Barcelone-Paris sera desservie à partir du 15 décembre par la seule société SNCF.
Le 20 novembre 2013, le ministre espagnol des Transports, Ana Pastor Julián, a annoncé le premier train à grande vitesse reliant directement Paris à Barcelone, en un peu plus de six heures, pour le 15 décembre 2013. Le voyage de bout en bout durera six heures et 20 minutes grâce à la suppression de changement de train à Figueras. Le service direct commencera avec deux trajets aller-retour chaque jour.
Lorsque le tronçon de Perpignan à Nîmes, prévu pour au-delà de 2030 pour le moment , sera achevé le Barcelone-Paris ne durera plus que 5 h 35 min,.
L'ouverture au 15 décembre du service sans changement de train fonctionnera avec des TGV Duplex. L'un des terminus sera la Gare de Lyon à Paris, les gares desservies seront Montpellier, Perpignan, Figueres-Vilafant et Gérone.
Lors du sommet tant attendu du 27 novembre, les lignes mises en service sont annoncées, et dans la foulée réservable sur internet.
L'ouverture le 15 décembre ne sera pas accompagnée d'une livrée franco-espagnole. Madrid sera alors reliée à Marseille en sept heures et trois minutes, et Barcelone à Paris en six heures et vingt-cinq minutes. D'autres liaisons plus courtes seront également ouvertes, comme Barcelone-Toulouse en trois heures et deux minutes et Barcelone-Lyon en quatre heures et cinquante-trois minutes
À terme, les dessertes envisagées sont les suivantes :
- 3 allers-retours Paris-Barcelone, dont 1 prolongé jusqu'à Madrid (TGV a priori) ;
- 1 Lille-Barcelone (TGV) ;
- 1 Lyon-Barcelone (AVE S-100) ;
- 1 Genève-Madrid (TGV) ;
- 1 Marseille-Madrid (AVE S-100) ;
- 1 duo Toulouse/Marseille-Barcelone (AVE S-100).

### Desserte fret
La desserte fret permet notamment le transport de véhicules automobiles, des sociétés Renault, PSA et Opel dans des trains d'une longueur supérieure à 700 mètres.

### Intensité de circulation actuelle
En 2015, la circulation hebdomadaire est d'une centaine de convois de marchandises et voyageurs par semaine.
En 2022, l'offre reste limitée à trois ou quatre relations Perpignan – Figueras par jour, avec des liaisons interrégionales proposées à des tarifs particulièrement élevés. En décembre de la même année, la dissolution de Renfe-SNCF en Coopération entraîne la suppression des AVE Marseille – Barcelone – Madrid et Lyon – Barcelone, ne subsistant alors que le TGV inOui Paris – Barcelone ; ainsi, il ne reste que deux liaisons internationales quotidiennes. Néanmoins, la Renfe relance seule les trains vers Lyon et Marseille respectivement les 13 et 28 juillet 2023, dans le cadre de l'ouverture à la concurrence,.

### Dessertes futures
La Renfe souhaiterait ajouter des AVE circulant sur la ligne en 2024. Notamment, elle envisage l'ouverture d'un service desservant Carcassonne et Toulouse.
Compte tenu de la faiblesse des dessertes ferroviaires transfrontalières, la région Occitanie et la Catalogne souhaitent organiser des liaisons sur la ligne à l'horizon 2026. Un appel d'offres pourrait être mené : le service sera alors fait par un opérateur privé,.
Trenitalia pourrait utiliser la ligne pour des liaisons Milan-Barcelone et Paris-Madrid,.